# Gaceta Médica de Sevilla
La Gaceta Médica Sevillana fue una revista médica editada en la ciudad española de Sevilla en 1879 y, al menos, 1880.

## Descripción
Editada en Sevilla, la Gaceta Médica de Sevilla fue impresa en la Imprenta y Litografía de Carlos M. Santigosa, situada en la calle de la Constitución, 7. Su primer número apareció el 6 de julio de 1879 y pudo haber cesado su publicación el 26 de octubre de 1880. El primer año contó con 26 números y el segundo con 52. De periodicidad semanal, la revista se publicaba en ejemplares de dieciséis páginas en folio a dos columnas. El papel era común y la impresión buena. Contaba con un índice al final de cada tomo, además de índice de materias.
Dirigida por Manuel Pizarro Jiménez, en ella colaboraron Guillermo Fernández, Vicente Chiralt y Selma, Rafael Tuñón, José Antelo, Silvio Escolano, José Jiménez de Pedo, Javier Lasso y Cortezo, Manuel Valenzuela, Manuel Rittur, José Moreno y Fernández, José Roquero, José Alcaide de Castilla, José Díaz Carmona, Fernando Coca, Santiago López de Tamayo, José García de Castro, José Gamero, Manuel Romero, Javier Hoyos, Agustín Arboleya y Francisco Oliva, entre otros.
Incluía secciones como revista clínica española, hidrología médica, escuela de medicina, revista de higiene, ciencia quirúrgica, bibliografía, boletín sanitario (mortalidad de Sevilla), formulario y anuncios, folletín y biografías, entre otras. Tuvo buena aceptación, no solo en Sevilla, sino en toda España, según Manuel Chaves Rey. En algunos números daba intercalados en el texto dibujos representando aparatos de cirugía y química.